# Wayne Raney
Wayne Raney, né en 1921, mort en 1993, est un harmonisciste, compositeur et chanteur américains de hillbilly, hillbilly blues, bluegrass, hillbilly boogie et country gospel. Né pauvre et handicapé, mais a eu une vie extraordinaire. Il reste indissociable des Delmore Brothers, ayant produit avec eux parmi les plus belles plages de la musique country.

## Récompenses
- Admission à titre posthume au Country Music DJ Hall of Fame, 5 mars 1993. Nashville, Tennessee.
- Admission à titre posthume au Western Swing Society Hall of Fame, 2 octobre 1994. Sacramento, California.
- À titre posthume, remise du Ozark Pioneer Award, Batesville, Arkansas. Février 1999.
- Admission à titre posthume au George D. Hay Country Music Hall Of Fame, Mammoth Springs, Arkansas. 17 septembre 2000.